# Live and Learn (album của House of Fools)
Live and Learn là album đầu tiên của ban nhạc House of Fools. Album phát hành ngày 6 tháng 3 năm 2007 dưới hãng đĩa Drive-Thru Records.

## Danh sách bài hát
(Nguồn: Yahoo! Music)
1. "Introduction"
2. "It Could Be Easy"
3. "Until It's Over"
4. "My Life Before Today"
5. "Kiss The Haze"
6. "Me and Everyone I Know"
7. "What Are We Supposed To Do"
8. "Go Down"
9. "Better Part of Me"
10. "Interested"
11. "Pour Me Out"
12. "I Heard a Rumor"
13. "Coke & Smoke"
14. "Live & Learn"
15. "Bonus Track"

## Danh sách thực hiện
- Josh King – hát, keyboards
- Matt Bowers – keyboard
- Joel Kiser – ghi-ta
- Jeff Linn – bass
- David McLaughlin – ghi-ta, hát
- Phil Bell – trống